# Son fils (film, Beaumont, 1917)
Pour les articles homonymes, voir Son fils.
Pour plus de détails, voir Fiche technique et Distribution.
Son fils (Skinner's Baby) est un film américain réalisé par Harry Beaumont, sorti en 1917. C'est la première apparition à l'écran de Jackie Coogan, enfant star d'Hollywood. 
Le film a été un succès et a contribué à lancer la carrière de son réalisateur.
C'est le troisième film d'une série avec l'acteur Bryant Washburn, commencée par Skinner's Dress Suit sorti en janvier 1917, suivi par Skinner's Bubble et enfin Skinner's Baby, tous sortis en 1917,.

## Fiche technique
- Titre original : Skinner's Baby
- Scénario : d'après le roman Skinner's Baby de Henri Irvin Dodge[5]
- Réalisation : Harry Beaumont
- Production : The Essanay Film Manufacturing Company
- Genre : Comédie dramatique
- Date de sortie : 6 août 1917 (USA)

## Distribution
- Bryant Washburn : William Manning Skinner
- Hazel Daly : Honey
- James C. Carroll : McLaughlin
- U.K. Haupt : Perkins
- Jackie Coogan : le bébé